# Alchemilla stanislaae
Alchemilla stanislaae es una especie de planta del género Alchemilla, perteneciente a la familia Rosaceae.

## Taxonomía
Alchemilla stanislaae fue descrita por Pawł. en 1953.

## Distribución
Se encuentra en el territorio de los montes Tatras.